# Liriomyza archboldi
Liriomyza archboldi este o specie de muște din genul Liriomyza, familia Agromyzidae, descrisă de Frost în anul 1962. Conform Catalogue of Life specia Liriomyza archboldi nu are subspecii cunoscute.